# Patricia Nieto Nieto
Gloria Patricia Nieto Nieto (Sonsón, Antioquia; 8 de septiembre de 1968) es una profesora de comunicación social y periodismo de la Universidad de Antioquia en Medellín,  periodista y cronista colombiana. 

## Biografía
Forma parte del grupo Nuevos Cronistas de Indias. Es doctora en comunicación de la Universidad Nacional de La Plata, Argentina (2013). Se doctoró con la tesis "Relatos autobiográficos del conflicto armado en Colombia. El caso reciente de la ciudad de Medellín" y tiene una maestría en Ciencia Política de la Universidad de Antioquia (1998).
Muchas de sus crónicas han sido publicadas en revistas colombianas como Cambio, CROMOS, SOHO y El Espectador. Entre sus contribuciones al periodismo narrativo destacan sus redacciones para la revista La Hoja de Medellín (1993-1996) y su función de editora general del periódico De La Urbe, sistema informativo de la Facultad de Comunicación de la Universidad de Antioquia (2007-2009).
Desde 2006 ha dictado talleres de escritura creativa con víctimas del conflicto armado colombiano. De ahí vienen los temas centrales que influyen su obra de cronista.

## Filmografía
Ha sido guionista de documentales sobre el dolor que ha causado el conflicto armado colombiano tanto en los individuos como en las comunidades. Entre ellos, el documental No hubo tiempo para la tristeza que lanzó el Centro Nacional de Memoria en 2013, un análisis narrativo sobre los efectos que han tenido más de 50 años de violencia en la sociedad colombiana. También firma como autora de la letra de la música original del vídeo.

## Obras
Resultado de su trabajo sobre el conflicto armado colombiano son los testimonios que compiló en los libros Jamás olvidaré tu nombre, El cielo no me abandona y Donde pisé aún crece la hierba. 
Los escogidos está basado en otra investigación: testimonios de habitantes de Puerto Berrío que recogen y sepultan los muertos anónimos que bajan por el río Magdalena y se relacionan con ellos como si hubieran sido familiares.
- Desplazamiento forzado en Antioquia, con María Teresa Uribe y otros (1998)
- El sudor de tu frente: Historias de trabajadores. Con Juan Fernando Ospina (1998)
- Medellín secreto, coautora, (2000)
- Jamás olvidaré tu nombre, compiladora y editora  (2006)
- Me gustaba mucho tu sonrisa, con Javier Naranjo (2007)
- El cielo no me abandona, compiladora y editora (2007)
- Llanto en el Paraíso. Crónicas de la guerra en Colombia. (2008)
- Inventario vegetal. Con Belisario Betancur Cuartas (2009)
- Tácticas y estrategias para contar: Historias de la gente sobre conflicto y reconciliación en Colombia. Coeditora (2010)
- Donde pisé aún crece la hierba, compiladora y editora (2010)
- Medellín en Primavera: La transformación de la ciudad en nueve reportajes. Coeditoria, con Jorge Mario Betancur (2011)
- Relatos de una cierta mirada: El acontecimiento, la fotografía y el sentido. Con Natalia Botero (2011)
- Medellín a cuatro manos, coeditora, con Cristian Alarcón Casanova (2012)
- Los escogidos (2012)

- De las palabras: crónicas y ensayos, coeditora (2015)
- Memorias: conceptos relatos y experiencias compartidas , coordinadora académica (2020)
- Crónicas del paraíso (2022)

## Premios y reconocimientos
- Premio Latinoamericano de Periodismo José Martí (1994)
- Premio Nacional de Periodismo Simón Bolívar (1996)
- Finalista al Premio Nacional de Cultura. Ministerio de Cultural (1998)
- Premio Nacional de Cultura. Crónica. Universidad de Antioquia (2008)
- Premio al mejor libro de periodismo por Los escogidos. Círculo de Periodistas de Bogotá (2012)
- Premio Manuel del Socorro Rodríguez. Club de la Prensa (2016)
- Premio a la Extensión Universidad de Antioquia (2017)
- Premio LASA Media Award, otorgado por Latin American Studies Association (2019).
- Premio Nacional de Periodismo Simón Bolívar (2023).